# Fernsehspiel
Ursprünglich war das Fernsehspiel, analog zum frühen Hörspiel, eine Form des Theaters, die für die Wiedergabe im Fernsehen bestimmt war. Heute sind die Definitionsgrenzen zum verfilmten Theaterstück und zu Sendeformen wie dem dokumentarischen Fernsehspiel, dem Dokudrama oder dem Fernsehfilm fließend.
Beim Fernsehspiel handelt es sich in der Regel um eine eigens für das Fernsehen konzipierte Darstellung eines Filmgeschehens. Dies kann in der Form einer Einzelsendung wie auch von Mehrteilern, Reihen und Serien geschehen. Im weitesten Sinn wird darunter nach Auffassung der ARD jede Fernsehsendung mit Spielhandlung verstanden. In den Anfängen des Fernsehens und der Entwicklung der Magnetaufzeichnung  (MAZ) wurden Fernsehspiele live aus dem Produktionsstudio oder zeitversetzt als Aufzeichnung ausgestrahlt. Ab 1963 etablierte sich durch Produktionen des beim ZDF tätigen Hauptabteilungsleiters Wolfgang Bruhn das Dokumentarspiel als eigene Form des Fernsehspiels. Die ZDF-Reihe Das kleine Fernsehspiel dient vor allem der Förderung von Nachwuchsfilmern. Das Fernsehfilm-Festival Baden-Baden trug von 1989 bis 1999 den Namen Baden-Badener Tage des Fernsehspiels.
Bei manchen Serien wird als Replik der ursprünglichen Form des Fernsehspiels heute die Reaktion des (nicht vorhandenen) Publikums simuliert (Konservengelächter, Beifall).